# Демковецька сільська рада
Демковецька сільська рада — колишня адміністративно-територіальна одиниця та орган місцевого самоврядування в Любарському районі Бердичівської округи, Вінницької та Житомирської областей Української РСР з адміністративним центром у селі Демківці.

## Населені пункти
Сільській раді на час ліквідації були підпорядковані населені пункти:
- с. Демківці
- х. Ленінський

## Історія та адміністративний устрій
Створена 4 вересня 1928 року в с. Демківці Гізівщинської сільської ради Любарського району Бердичівської округи. Станом на 1 жовтня 1941 року на обліку в сільській управі числиться хутір Виселок (згодом — Ленінський).
Станом на 1 вересня 1946 року сільська рада входила до складу Любарського району Житомирської області, на обліку в раді перебували с. Демківці та х. Ленінський.
Ліквідована 11 серпня 1954 року, відповідно до указу Президії Верховної ради УРСР «Про укрупнення сільських рад по Житомирській області», територію та населені пункти приєднано до складу Гізівщинської сільської ради Любарського району Житомирської області.